# 桜ケ丘 (生駒市)
桜ケ丘（さくらがおか）は、奈良県生駒市の町名。住居表示実施済み。郵便番号630-0211。

## 地理
生駒市中部に位置し、北に小明町、生駒台南、西に俵口町、南から東にかけて谷田町、辻町と隣接している。

## 歴史
桜ケ丘は小明村の小字別所にあたる地域。近鉄生駒駅に近いことから、昭和初期より都市からの疎開者が増え始めた。昭和34年（1959年）に奈良県営住宅が建設されると住宅地化が進んでいき、昭和43年（1968年）の住居表示施行で桜ケ丘の地名へと改められた。

### 地名の由来
大正時代末に、小明から生駒駅への道沿いに桜の木が植えられており、それに由来すると推測される。

### 沿革
- 1968年（昭和43年） - 生駒町小明から分離し、生駒町桜ケ丘が成立[7]。
- 1971年（昭和46年） - 生駒市桜ケ丘となる[7]。

## 世帯数と人口
2020年（令和2年）10月1日現在の世帯数と人口は以下の通りである。
| 町丁   | 世帯数  | 人口  |
| ------ | ------- | ----- |
| 桜ケ丘 | 322世帯 | 801人 |

### 人口の変遷
国勢調査による人口の推移。
| 1995年（平成7年）  | 846人 | [ 8 ]  |  |
| 2000年（平成12年） | 848人 | [ 9 ]  |  |
| 2005年（平成17年） | 861人 | [ 10 ] |  |
| 2010年（平成22年） | 889人 | [ 11 ] |  |
| 2015年（平成27年） | 880人 | [ 12 ] |  |

### 世帯数の変遷
国勢調査による世帯数の推移。
| 1995年（平成7年）  | 261世帯 | [ 8 ]  |  |
| 2000年（平成12年） | 284世帯 | [ 9 ]  |  |
| 2005年（平成17年） | 300世帯 | [ 10 ] |  |
| 2010年（平成22年） | 313世帯 | [ 11 ] |  |
| 2015年（平成27年） | 323世帯 | [ 12 ] |  |

## 事業所
2016年（平成28年）現在の経済センサス調査による事業所数と従業員数は以下の通りである。
| 町丁   | 事業所数 | 従業員数 |
| ------ | -------- | -------- |
| 桜ケ丘 | 5事業所  | 30人     |

## 交通

### 道路
- 阪奈道路

## 施設
- 生駒市立桜ヶ丘小学校